# Ђавољи шкарт
Ђавољи шкарт (енгл. The Devil's Rejects) је америчко-немачки сплатер хорор филм са елементима црне комедије из 2005. године, редитеља и сценаристе Роба Зомбија са Билом Мозлијем, Сидом Хејгом, Шери Мун Зомби, Кеном Форијем и Вилијамом Форсајтом у главним улогама. Представља директан наставак филма Кућа хиљаду лешева (2003) и радња је смештена седам месеци након догађаја из претходног дела. За разлику од већине хорора, филм је приказан из перспективе негативаца и радња је фокусирана на троје поремећених серијских убица који покушавају да побегну од руке правде.
Готово комплетан део глумачке поставе који је у претходном делу тумачио чланове породице Фајерфлај се вратио и у овом делу. Једино је Лесли Истербрук заменила Карен Блек у улози мајке породице. Ово је последња улога Метјуа Макгрорија, који је преминуо у августу исте године. Филм му је посвећен. Као и претходни део, Ђавољи шкарт је добрим делом инспирисан филмовима као што Тексашки масакр моторном тестером (1974) и Брда имају очи (1977), али садржи и референце на Дивљу хорду (1969) и Бони и Клајда (1967).
Премијера филма била је 22. јула 2005, у дистрибуцији продукцијске куће Лајонсгејт. Добио је помешане, али далеко позитивније оцене критичара у односу на свог претходника, што је такође некарактеристично за наставке хорора. Познати критичар Роџер Иберт оценио га је са 3/4 звездице и похвалио сценарио и глуму. Филм је зарадио 21 милион долара са троструко мањим буџетом. Награђен је са 8 Фангоријиних награда, а био је номинован и за Награду Сателит у категорији најбољег ДВД изадања.
Роб Зомби је тек 14 година касније снимио последњи део трилогије, под насловом Троје из пакла (2019).

## Радња
Дана 18. маја 1978, седам месеци након стравичног масакра који је поромећена породица Фајерфлај починила на Ноћ вештица, тексашки шериф Џон Квинси Видел са великом јединицом државних полицајаца започиње акцију свих чланова породице Фајерфлај, који су одговорни за убиство преко 75 особа у последњих неколико година. 
Током акције, Руфус Фајерфлај је убијен, а мајка породице ухапшена, док Отис и Бејби успевају да побегну заједно са Капетаном Сполдингом. Њих троје настављају да сеју смрт Тексасом, док им шериф Видел дише за вратом...

## Улоге
| Глумац               | Улога                              |
| -------------------- | ---------------------------------- |
| Бил Мозли            | Отис Б. Дрифтвуд                   |
| Сид Хејг             | Џони Ли Џонс „Капетан Сполдинг”    |
| Шери Мун Зомби       | Вера-Елен Вилсон „Бејби Фајерфлај” |
| Вилијам Форсајт      | шериф Џон Квинси Видел             |
| Кен Фори             | Чарли Алтамонт                     |
| Метју Макгрори       | Тајни Фајерфлај                    |
| Лесли Истербрук      | Глорија Тисдејл „Мајка Фајерфлај”  |
| Дејв Шеридан         | полицајац Реј Добсон               |
| Е. Г. Дејли          | Кенди                              |
| Џефри Луис           | Рој Саливан                        |
| Присила Барнс        | Глорија Саливан                    |
| Кејт Норби           | Венди Банџо                        |
| Лу Темпл             | Адам Банџо                         |
| Дани Трехо           | Рондо                              |
| Дајмонд Далас Пејџ   | Били Реј Снапер                    |
| Брајан Пазен         | Џими                               |
| Џинџер Лин Ален      | Фани                               |
| Том Таулс            | Џорџ Видел                         |
| Мајкл Бериман        | Клевон                             |
| Пи Џеј Соулс         | Сузан                              |
| Дебора ван Вокенберг | Кејси                              |
| Хосара Хинаро        | Марија                             |
| Крис Елис            | Когс                               |
| Мери Ворнов          | Аби                                |
| Данијел Роубак       | Морис Грин                         |
| Двејн Витакер        | др Банкхед                         |
| Тајлер Мејн          | Руфус „Ар Џеј” Фајерфлај мл.       |
| Џордан Ор            | Џејми                              |
| Роберт Требор        | Марти Вокер                        |
| Кејн Ходер           | полицајац са гас маском            |